# Самюель Ганеман
Крістіан Фрідріх Самуель Ганеман (нім. Christian Friedrich Samuel Hahnemann; 10 квітня 1755, Майсен — 2 липня 1843, Париж) — німецький лікар, засновник альтернативної форми лікування в медицині, названою гомеопатією.

## Біографія
Народився у Майсені (Саксонія). Його батько, як і всі інші члени його родини займався розписом порцеляни, яким відоме місто Майсен.
В юності Ганеман вивчив декілька іноземних мов, серед них англійську, французьку, італійську, грецьку, латинську та заробляв на життя перекладами та викладацькою діяльністю. Пізніше вивчив також арабську, сирійську, давньоарамейську та давньоєврейську мови.
Вивчав медицину в Лейпцизькому університеті, але після двох років навчання вирішив, що клінічна база університету є недостатньою, перейшов до Віденського університету, де протягом 10 місяців навчався у Кварина. Практикувати почав у Відні. Початок його лікарської кар'єри був не зовсім вдалим.
Похований у Парижі на кладовищі Пер-Лашез.